# Золотий динар (проєкт)
Проєкт «золотого (ісламського) динара» — проєкт міжнаціональної валюти для арабських країн. Проєкт пов'язаний з проблемою повернення до золотого стандарту, тобто грошової системи, за якої готівкові гроші можуть бути вільно обмінені на золото, був запропонований для обговорення в 2001 році малазійськім прем'єр-міністром і в той же час міністром фінансів доктором Махатхіром Мохаммадом (Махатхир Мохамад). Ідея «золотого динара» була вперше висунута членами одного з суфійських братств, Умаром Ібрахімом Ваділе й 'Абд ал-Кадіром ас-Суфі.
Таким чином, основоположниками проєкту прийнято вважати доктора Махатіра Мохаммада, Умара Ібрахіма Ваділе й 'Абд ал-Кадира ас-Суфі.
Основною метою проєкту називають акумуляцію забезпеченого золотом капіталу в мусульманському світі. В основі проєкту лежить ідея «золото в обмін на енергетичні ресурси».
Проєкт ґрунтується на висновку домовленостей між мусульманськими країнами-учасниками проєкту, які повинні побудувати клірингову систему розрахунків золотим динаром, засновану на принципі взаємозаліків.
Таким чином, проєкт «золотого динара» передбачає створення міжнародної валюти для внутрішньо- і зовнішньоекономічних операцій між її учасниками і побудови надійної фінансової системи.